# Phosphoethanolamin
Phosphoethanolamin ist der Phosphorsäureester des Monoethanolamins. Es tritt als Strukturausschnitt beispielsweise in Phosphatidylethanolaminen auf und ist Abbauprodukt des Sphingosin-1-phosphates.

## Darstellung
Phosphoethanolamin kann durch die Reaktion von Oxazolidin-2-on mit Phosphorsäure hergestellt werden.
Ein weiterer Syntheseweg ist die Ringöffnung von Aziridin durch Phosphorsäure.